# Gerhard Kade
Gerhard Kade (* 8. Oktober 1931 in Berlin; † 4. Dezember 1995 ebenda) war ein deutscher Wirtschaftswissenschaftler, „Geschäftsführer“ der Gruppe Generale für den Frieden und Agent der DDR-Staatssicherheit.

## Leben
Gerhard Kade wurde am 20. April 1966 an die TH Darmstadt auf einen neu geschaffenen Lehrstuhl für Statistik und Ökonometrie berufen und lehrte hier bis 1978. Aufgrund seiner gewandelten wissenschaftlichen Ausrichtung wurde sein Lehrgebiet „Politische Ökonomie“ später in „Politische Ökonomie und Planung“ umbenannt. In diesem planungsorientierten Lehrgebiet studierten insbesondere im Studienschwerpunkt Städtebau/Stadtplanung Studenten der Fakultäten Architektur und Bauingenieurwesen. Nach knapp zwölf Jahren an der TH Darmstadt verließ Gerhard Kade den Hochschuldienst und widmete sich anderen Aufgaben. Als Nachfolger wurde sein Assistent Dirk Ipsen auf den Lehrstuhl berufen.
Gerhard Kade widmete sich der marxistischen Friedensforschung. Er gehörte der Leitung – dem „Büro“ – des am 7. Dezember 1974 gegründeten Komitees für Frieden, Abrüstung und Zusammenarbeit (KOFAZ) an, von dem aus Verbindungen zu DKP und SED existierten. 1978 wurde er aus der SPD ausgeschlossen, weil er trotz Verbots in dem kommunistisch dominierten Komitee gearbeitet hatte. Kade gehörte ferner von 1987 bis 1989 dem Wissenschaftlichen Kuratorium des Zentrums für Marxistische Friedensforschung (ZMF), einer Nebenabteilung des DKP-eigenen Instituts für Marxistische Studien und Forschungen, an. Als inoffizieller Mitarbeiter des Ministeriums für Staatssicherheit der DDR mit dem Decknamen „Super“ versuchte Kade, die westdeutsche Friedensbewegung im Sinne der SED zu beeinflussen. Der Verlag Pahl-Rugenstein, in dem seine Bücher Die Bedrohungslüge und Generale für den Frieden und manche andere Bücher der Friedensbewegung erschienen, wurde auch von der DDR finanziert. An Kades Buch Die Bedrohungslüge hat die SED direkt mitgewirkt. Kade arbeitete auch für den KGB unter dem Tarnnamen „Robust“. Zeitweilig war er Mitherausgeber der Blätter für deutsche und internationale Politik.

## Schriften
- mit Walter Heynowski, Gerhard Scheumann: Die Generale. Verlag der Nation, Berlin 1986, ISBN 3-373-00195-1.
- Die Bedrohungslüge. Zur Legende von der „Gefahr aus dem Osten“ (= Kleine Bibliothek. Band 147). Pahl-Rugenstein, Köln 1979, ISBN 3-7609-0428-9.
- Die deutsche Herausforderung. „Modell Deutschland“ für Europa? (= Kleine Bibliothek. Band 166). Pahl-Rugenstein, Köln 1979, ISBN 3-7609-0469-0.
- Die Grundannahmen der Preistheorie. Eine Kritik an den Ausgangssätzen der mikro-ökonomischen Modellbildung. Vahlen, Berlin u. a. 1962, (Zugleich: Berlin, Freie Universität, Habilitations-Schrift, 1962; dazu u. a. Karl W. Roskamp, in: The American Economic Review. Band 54, Nummer 1, 1964, S. 425–427, JSTOR:1810727).
- Die logischen Grundlagen der mathematischen Wirtschaftstheorie als Methodenproblem der theoretischen Ökonomik (= Wirtschaftswissenschaftliche Abhandlungen. 9, ISSN 0510-5587). Duncker & Humblot, Berlin 1958, (Zugleich: Berlin, Freie Universität, Dissertation, 1958).